# 무오타스 무랄
무오타스 무랄(Muottas Muragl, 2,454m)은 스위스 그라우뷘덴주의 바드레트봉에서 내려오는 산맥의 서쪽 끝에 있는 정상인 블라이스 다 무오타스(Blais da Muottas, 2,568m)의 남쪽 경사면에 있는 위치이다. 이곳은 사메단, 생모리츠, 및 폰트레시나의 마을 사이의 엥가딘을 내려다보고 있다. 산은 사메단 시정촌 내에 있다.
무오타스 무랄은 셀레리나와 폰트레시나 사이의 푸니쿨라 철도인 무오타스 무랄 철도, 푼트 무랄역 및 푼트 무랄 스타츠역에서 , 둘 다 래티셰 철도에 의해 연결된다. 무오타스 무랄에는 호텔과 탁 트인 레스토랑이 있다.
무오타스 무랄에 있는 ‘로맨틱 호텔 무오타스 무랄’은 100년 이상의 역사를 자랑하는 전통의 산악 호텔이다. 대규모 개수 공사 끝에 2010년 말부터 리뉴얼 오픈했다. 호텔에는 메인 레스토랑 외에 셀프 서비스 레스토랑과 테라스 레스토랑이 있다.
푼트 무랄로에서 출발하는 케이블카는 1907년에 개업한 전통의 노선이다. 길이 2201m, 고저차 709m, 최대 52%의 루트를 편도 약 10분 만에 운행한다. 여름에는 밤늦은 시간대까지 운전하고 있어, 일몰에 물드는 엥가딘 지방의 산을 바라보면서 레스토랑에서의 하는 저녁 식사도 인기만점이다. 알프 랑알트와 세간티니 오두막으로 향하는 하이킹의 출발 지점이기도 하다.